# Municipio de Corydon (Iowa)
El municipio de Corydon (en inglés: Corydon Township) es un municipio ubicado en el condado de Wayne en el estado estadounidense de Iowa. En el año 2010 tenía una población de 1776 habitantes y una densidad poblacional de 18,86 personas por km².

## Geografía
El municipio de Corydon se encuentra ubicado en las coordenadas 40°46′33″N 93°16′34″O / 40.77583, -93.27611. Según la Oficina del Censo de los Estados Unidos, el municipio tiene una superficie total de 94.16 km², de la cual 93,68 km² corresponden a tierra firme y (0,5 %) 0,47 km² es agua.

## Demografía
Según el censo de 2010, había 1776 personas residiendo en el municipio de Corydon. La densidad de población era de 18,86 hab./km². De los 1776 habitantes, el municipio de Corydon estaba compuesto por el 98,37 % blancos, el 0,06 % eran afroamericanos, el 0,28 % eran amerindios, el 0,06 % eran asiáticos, el 0,73 % eran de otras razas y el 0,51 % eran de una mezcla de razas. Del total de la población el 1,13 % eran hispanos o latinos de cualquier raza.